# Blood & Glitter
Blood & Glitter è l'ottavo album in studio del gruppo musicale tedesco Lord of the Lost, pubblicato il 30 dicembre 2022.
La title track, pubblicata come singolo apripista dell'album, ha vinto il programma Unser Lied für Liverpool ed è stata scelta per rappresentare la Germania all'Eurovision Song Contest 2023.

## Tracce
1. Blood & Glitter – 2:59
2. Leave Your Hate in the Comments – 4:24
3. Absolute Attitude – 3:31
4. The Future of a Past Life (feat. Marcus Bischoff) – 3:25
5. No Respect for Disrespect – 4:02
6. Reset the Preset (feat. Andy Laplegua) – 3:41
7. Destruction Manual – 3:56
8. Dead End – 3:55
9. Leaving the Planet Earth – 4:47
10. Forever Lost – 4:31
11. Save Our Souls (feat. Ally Storch) – 3:53
12. One Last Song – 4:08
13. The Look (feat. Blümchen) – 3:57

## Classifiche
| Classifica (2023) | Posizione massima |
| ----------------- | ----------------- |
| Germania          | 1                 |
| Svizzera          | 58                |